# Port Gibbon
Port Gibbon är en ort i Australien. Den ligger i kommunen Franklin Harbour och delstaten South Australia, omkring 210 kilometer nordväst om delstatshuvudstaden Adelaide. Orten hade 15 invånare år 2016.
Trakten är glest befolkad. Närmaste större samhälle är Cowell, omkring 17 kilometer nordost om Port Gibbon. Genomsnittlig årsnederbörd är 443 millimeter. Den regnigaste månaden är juni, med i genomsnitt 80 mm nederbörd, och den torraste är oktober, med 9 mm nederbörd.